# كريم منصور (سياسي)
كريم منصور (و. 1946  م) هو سياسي ماليزي.